# Rukkiküla
Rukkiküla – wieś w Estonii, w prowincji Parnawa, w gminie Halinga.